# Samuel Shankland
Samuel Shankland (San Francisco, 1 d'octubre de 1991) és un jugador d'escacs estatunidenc, que té el títol de Gran Mestre des de 2011.
A la llista d'Elo de la FIDE del gener de 2022, hi tenia un Elo de 2708 punts, cosa que en feia el jugador número 5 (en actiu) dels Estats Units, i el número 29 del rànquing mundial. El seu màxim Elo va ser de 2731 punts, a la llista del febrer de 2019.

## Resultats destacats en competició
El setembre de 2015 a Bakú, a la Copa del Món eliminà a Ivan Popov però fou derrotat per Hikaru Nakamura per 1½ a 2½ a la segona ronda.
El setembre de 2016 formà part de l'equip dels Estats Units a la 42è Olimpíada d'escacs on els Estats Units va guanyar la medalla d'or.
L'abril de 2018, Shankland fou primer en solitari al Campionat dels Estats Units amb una puntuació de 8½/11 (+6–0=5). Va acabar mig punt, dos punts, i tres punts, respectivament, per davant de Fabiano Caruana, Wesley So, i Hikaru Nakamura, i es va emportar un premi de 50,000 dòlars, alhora que incrementava el seu Elo fins als 2701 punts, trencant la barrera dels 2700 per primer cop en la seva carrera, i esdevenint el setè estatunidenc en assolir-ho.
El febrer de 2020 va competir al Festival Internacional d'Escacs de Praga, un torneig round-robin de categoria XIX amb deu jugadors. Després d'empatar al primer lloc amb altres quatre jugadors, amb 5/9, fou finalment cinquè al desempat (el campió fou Alireza Firouzja).

### Participació en olimpíades d'escacs
Shankland ha participat, representant Estats Units, en l'Olimpíada d'escacs de 2014 amb un resultat de (+8 =2 –0), amb el 90,0% de la puntuació i amb una performance de 2831, i que li significà aconseguir la medalla d'or individual del tauler reserva.

## Llibres
- Shankland, Sam. Small Steps to Giant Improvement: Master Pawn Play in Chess.  Quality Chess, 2018. ISBN 9781784830502.
- Shankland, Sam. Small Steps 2 Success: Mastering Passed Pawn Play.  Quality Chess, 2020. ISBN 9781784830892.